# BB (Parma)
BB is een Italiaans historisch merk van motorfietsen.
De bedrijfsnaam was: Motocicli Ugo Bocchi Parma
Ugo Bocchi begon in 1925 met de productie van motorfietsjes met een 123cc-tweetaktmotor met - zoals in Italië vaak voorkwam - een liggende cilinder. Een succes werd het niet: in 1927 verdween het merk van de markt.